# Anito
Anito, figlio di Antemione del demo di Evonimo (in greco antico: Ἄνυτος?, Ánytos; metà V secolo a.C. – dopo il 399 a.C.), è stato un politico e militare ateniese, di parte democratica.

## Biografia
Anito, figlio di un ricco commerciante, fu stratego nel 409 a.C.; nel 404 a.C., dopo la sconfitta di Atene nella guerra del Peloponneso e l'instaurazione del regime oligarchico e filo-spartano dei Trenta tiranni, tornò in patria con Trasibulo e divenne uno dei protagonisti della restaurazione della democrazia.
Nel 399 a.C. fu, insieme a Licone, sostenitore dell'accusa di corruzione dei giovani e di empietà verso gli dei presentata da Meleto nei confronti di Socrate.
Anito sostenne, inoltre, che il filosofo era il mentore di Crizia, uno dei Trenta tiranni. Secondo Senofonte, Socrate aveva pubblicamente criticato Anito per la sua pretesa che il figlio gli succedesse negli affari e di averlo istruito per questo scopo. Fu quindi per rancori personali che Anito accusò Socrate. Socrate fu riconosciuto colpevole e condannato a bere la cicuta. Dopo la morte del filosofo, la folla si rivoltò contro i suoi accusatori e Anito fu costretto a fuggire da Atene.